# Державино (Калининградская область)
Державино (Пробствальде до 1540, Гросс Лашенинген до 1946 года) — посёлок в Черняховском районе Калининградской области. Входит в состав Каменского сельского поселения.

## Население
| 1910 | 1933 | 1939 | 2002 | 2010 |
| ---- | ---- | ---- | ---- | ---- |
| 628  | ↘554 | ↗639 | ↘138 | ↗166 |

## История
Населенный пункт Гросс Лашенингкен в 1946 году был переименован в поселок Державино..